# الغابة الحمراء
الغابة الحمراء (بالأوكرانية: The Red Forest) المنطقة التي تبلغ مساحتها 10 كيلومترات مربعة وتحيط بمحطة تشيرنوبيل للطاقة النووية داخل منطقة الاستبعاد الواقعة في بوليسيا هي أكثر المناطق تلوثا بالإشعاع على وجه الأرض. يأتي اسم الغابة من تحول لون أشجار الصنوبرالى البني بعد امتصاص مستويات عالية من الإشعاع من حادثة تشيرنوبيل في 1986.

## تأثير الإشعاع
تحولت كل أشجار الصنوبر فيها للـّون المحمر بعد فترة وجيزة من الحادثة، ماتت دون أن تتحلل حتى بعد مرور 15 - 20 عاماً. لفت نظر القائمين على الدراسة أن جذوع الأشجار الميتة لا تزال سليمة إلى حد كبير، فالأشجار التي تسقط عادةً تتحول إلى نشارة ناعمة من الخشب على الأرض بعد عقد من الزمن على سقوطها.
قامت الحكومة بجرف موقع «الغابة الحمراء» قامت الحكومة بجرف موقع «الغابة الحمراء» ودفنها ظنا منهم أن المنطقة ستتحول إلى صحراء قاحلة مدى الحياة أو على الأقل لقرون عدة، لكن المفاجأة أن الحياة دبت في المنطقة من جديد، وبعد مرور 33 عاما تحولت المنطقة المعزولة في تشيرنوبيل، التي تغطي مساحة من أوكرانيا وبيلاروسيا إلى مستوطنة للدببة البنية والبيسون «فصيلة من الأبقار» والذئاب والوشق وغزال برزوالسكي، وأكثر من 200 نوع من الطيور ومجموعة من الحيوانات الأخرى.